# Tina Haase
Tina Haase (* 1957 in Köln) ist eine deutsche Bildhauerin und Objektkünstlerin und war Professorin für Bildende Kunst an der Technischen Universität München (TUM).

## Leben
Tina Haase begann 1979 ihr Studium an der Kunstakademie Münster, wechselte 1980 an die Kunstakademie Düsseldorf, wo sie 1987 ihr Studium als Meisterschülerin von Fritz Schwegler beendete. Auslandsstipendien führten sie in die USA und nach Italien. Nach Abschluss ihres Bildhauereistudiums entfaltete sie eine rege Ausstellungstätigkeit. Ausstellungen in Deutschland, Italien, Spanien, Belgien, Österreich, Polen, den Niederlanden sowie den USA brachten ihrem Werk internationale Beachtung. Seit 2004 lehrte sie als Professorin für Gestaltungslehre an der Fachhochschule Niederrhein in Krefeld. Von 2007 bis 2024 war sie Professorin auf dem Lehrstuhl für Bildnerisches Gestalten (seit 2014 Lehrstuhl für Bildende Kunst) an der Technischen Universität München (Fakultät für Architektur).
Tina Haase ist Mitglied im Deutschen Künstlerbund. Sie lebt und arbeitet in Köln und München.

## Werk

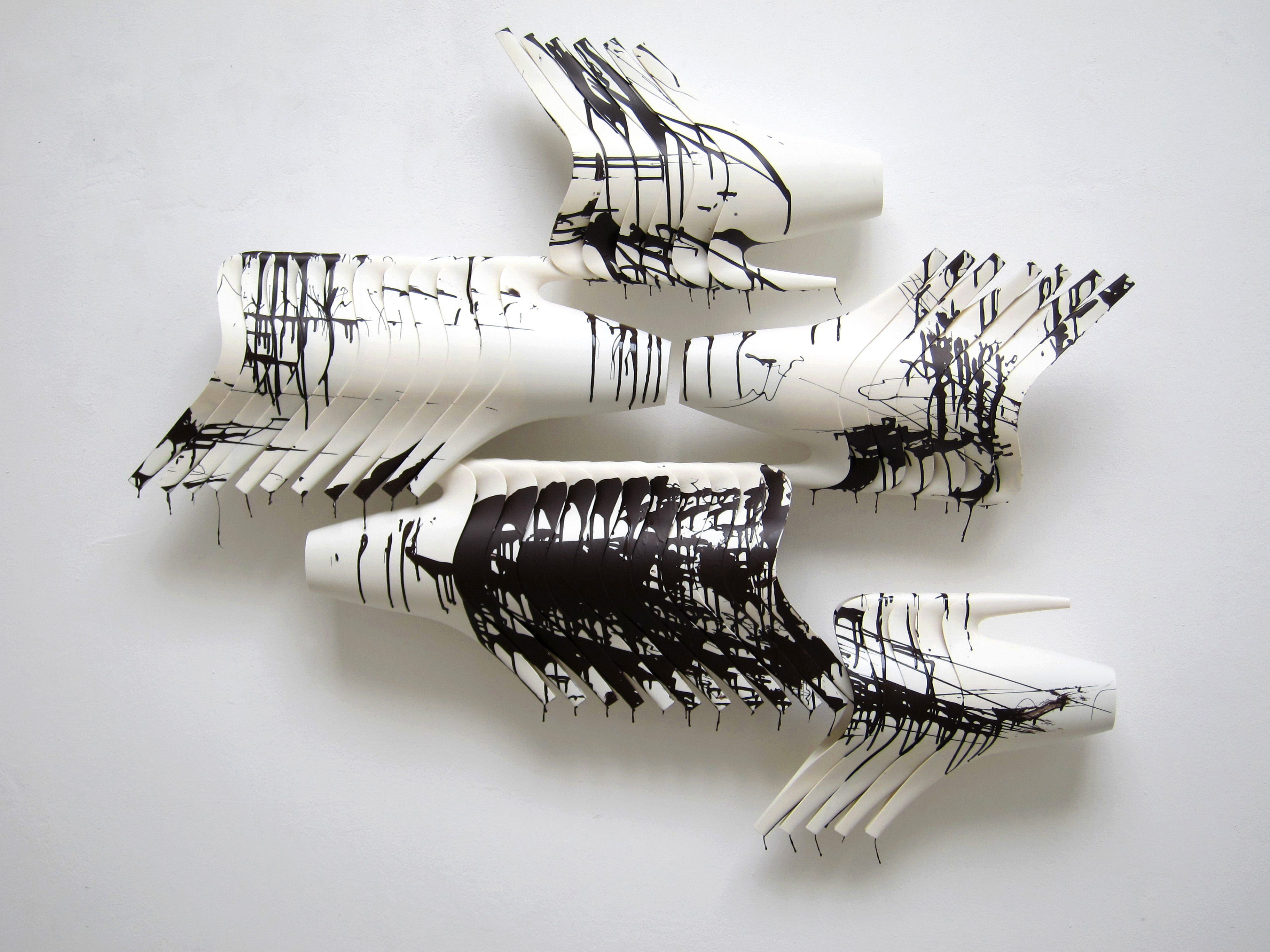
Stracciatella (2014)
Galerie Ulrich Mueller, Köln

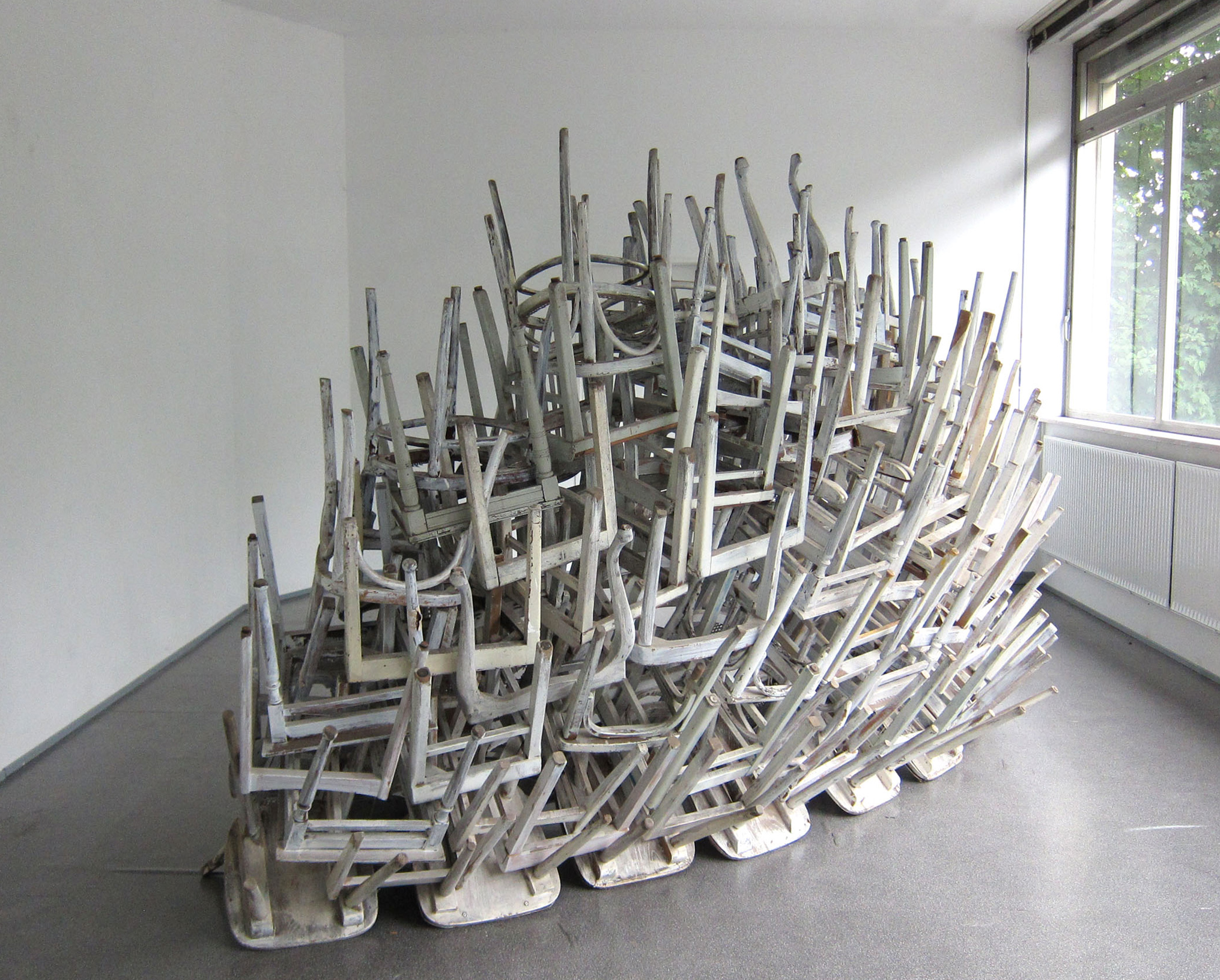
Stuhlarbeit (1994)
Künstlerhaus Palais Thurn und Taxis, Bregenz
(Hier: 2012 im Studio Royen, Vettelschoß)

Im Mittelpunkt des Œuvres von Tina Haase steht zum einen das aus der Akkumulation von industriell gefertigten Alltagsgegenständen hervorgehende Objekt (Objektkunst) und zum anderen die skulpturale Installation bis hin zur Rauminstallation. Weitere Facetten ihres vielgestaltigen Werks sind: Film, Performance, Zeichnung und Projekte im Bereich Kunst am Bau/Kunst im öffentlichen Raum.
Die Objekte und Assemblagen Tina Haases entstehen vielfach aus Gegenständen des alltäglichen Gebrauchs und Massenkonsums oder auch aus deren Überresten. Die elementare Erscheinung des verwendeten Einzelteils bleibt zumeist gewahrt, während zugleich durch die Ansammlung und Verbindung von Gleichartigem sowohl die Sensibilität für die ästhetische Qualität des Einzelnen erhöht wie auch eine neue ästhetische Dimension des Ganzen erschlossen wird. In Korrespondenz zu diesem Wechselspiel zwischen Einzel- und Gesamtheit evozieren die Arbeiten Haases oftmals ein Alternieren, ein Vor- und Zurückspringen des Blicks zwischen der Zweidimensionalität des Bildraums und der Dreidimensionalität des Skulpturalen. Bei der Arbeit »Worpswede 1« werden beispielsweise verschiedenfarbige Papierservietten in einem exakt dimensionierten Acrylglaskasten so übereinander gestapelt, dass die Betrachtenden von den Schauseiten her vornehmlich einen Blick auf die von den Kanten der Servietten gebildeten Flächen erhalten. Was de facto Skulptur ist, hat doch die Anmutung eines aus Farbflächen bestehenden abstrakten Gemäldes. Zudem betont die nicht selten intensiv kontrastierende Farbigkeit der skulpturalen Objekte deren zugleich malerische Qualität.

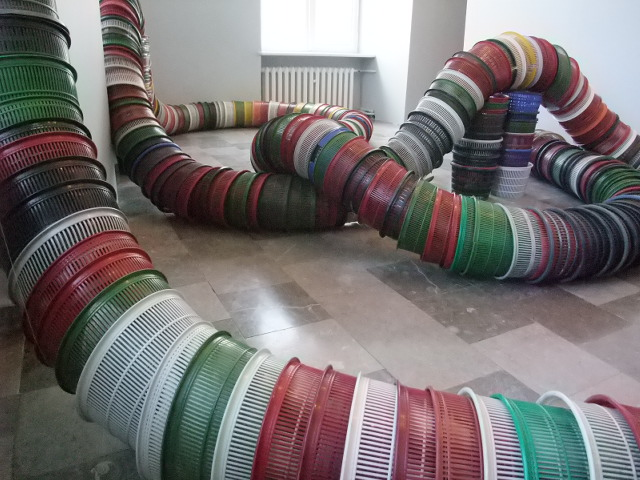
Full House (1999)
Galerie Schneiderei, Köln
(Hier: 2009 im Museum Narodowe, Stettin)

Ironie ist ein weiteres charakteristisches Stilmittel im Werk Tina Haases. Wenn etwa aus einer Vielzahl von ineinandergesteckten Plastikpapierkörben (»Full House«) eine sich windende visuelle Pipeline entsteht, durch die sich – jedenfalls in der Vorstellung des Betrachters – große Mengen Flüssigkeit transportieren ließen, während doch das Schöpfen mit dem einzelnen, durchbrochenen Behältnis ein überaus mühsames Unterfangen wäre. Oder wenn bei der Außengestaltung einer Gefängnismauer (JVA Neuruppin-Wulkow) mittels illusionistischer Malerei dem geheimen Wunsch nach Ein- und Durchblick in die dahinterliegende Welt scheinbar entsprochen wird, während die Sphäre des Bürgerlichen sich gleichzeitig um die lückenlose Geschlossenheit eben jener Mauer besorgt zeigt.

## Auszeichnungen (Auswahl)
- 1982: Reisestipendium der Kunstakademie Düsseldorf (Poensgen-Stiftung)
- 1989: Arbeitsstipendium Progetto Civitella d'Agliano, Italien (Katalog)
- 1989: Arbeitsstipendium Kultusministerium des Landes Nordrhein-Westfalen
- 1992: Chargesheimer-Preis der Stadt Köln
- 1993: Art Cologne Förderkoje
- 1994: Scholarship at Thomas Art Projects, Birmingham (Alabama), USA
- 2002: Gewinnerin Kunst-am-Bau-Wettbewerb des Landes Brandenburg, JVA Neuruppin-Wulkow (Außengestaltung)
- 2003/04: Gewinnerin Kunst-am-Bau-Wettbewerb, Universitätsklinikum der Martin-Luther-Universität Halle-Wittenberg (Innengestaltung), Halle a. d. Saale
- 2004/05: Barkenhoff-Stipendium, Worpswede
- 2013: Stipendium der Stiftung Bartels Fondation, Basel
- 2015: Résidence d‘été,  FABRIKculture, Hégenheim (Frankreich)

## Ausstellungen (Auswahl)

### Einzelausstellungen

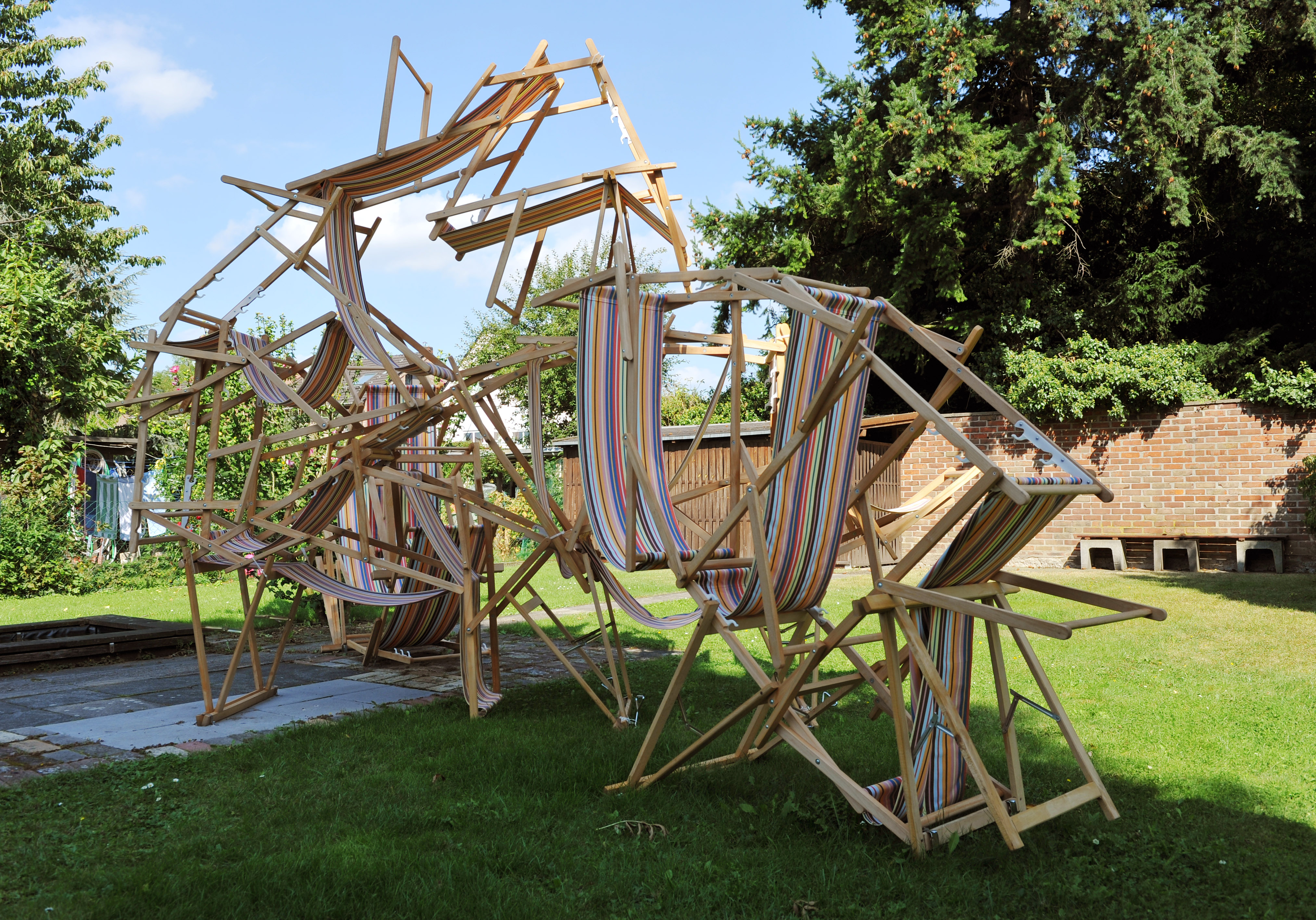
Luftveränderung (2012)
SüdKunst e. V., Köln
(Foto: Eberhard Weible)

- 1986: Keine Haltung, keine Ahnung, Galerie Appendix/Moltkerei Werkstatt, Wuppertal/Köln
- 1988: Lehnskulpturen (mit Karin Hochstatter), Brühler Kunstverein, Brühl am Rhein
- 1991: Skulpturen – Tina Haase, Galerie Ulrich Mueller, Köln (Katalog)
- 1992: Tina Haase, Artothek Köln
- 1994: Dicke Luft, Simultanhalle, Köln
- 1994: Rolf Bier/Tina Haase/Franka Hörnschemeyer, Künstlerhaus Palais Thurn und Taxis, Bregenz
- 1995: Auf Draht, Galerie In Situ, Aalst (Belgien)
- 1995: Tina Haase/Birgit Werres/Enne Haehnle, Birmingham Museum of Art, USA
- 1995: Tina Haase – Karin Hochstatter, Mannheimer Kunstverein (Katalog)
- 1995/96: Salonstücke 3, Städtische Galerie Villa Zanders, Bergisch Gladbach (Katalog)
- 1997: InEinAnder, Städtisches Museum Schloss Salder, Salzgitter
- 1999: Full House, Galerie Schneiderei, Köln
- 1999: Tina Haase, Marcel Berlanger, Loek Grootjans, Galeria Vanguardia, Bilbao
- 2000: Streifenweise – Eine Interferenzinstallation, Kunstmuseum Heidenheim (Katalog)
- 2001: Kariertgestreift (mit Regine Schumann), Galerie In Situ, Aalst (Belgien)
- 2002: Der geringste Widerstand, Galerie Ulrich Mueller, Köln (Katalog)
- 2002: Pas de deux – Tina Haase und Sekimoto Kôji, Japanisches Kulturinstitut, Köln (Katalog)
- 2006: Mele Kalikimaka, Fuhrwerkswaage Kunstraum e. V., Köln
- 2007: zunächst sachlich, K12 Galerie, Bregenz
- 2007: Escultures on Holiday (mit Oliver Oefelein), Galeria Vanguardia, Bilbao
- 2009: répéter – rètèper (mit Alix Stadtbäumer und Christian Heß), Verein für Originalradierung, München
- 2009: Aussteuer – Von Doppelmuff und Delfter Gefühl (mit Angelika Hoegerl), Neue Galerie Landshut
- 2010: ZweifelsGut, Galerie Ulrich Mueller, Köln (Katalog)
- 2012: Gekonnt einparken, Studio Royen, Vettelschoß
- 2012: Luftveränderung – Skulptur Draußen, SüdKunst e. V., Köln
- 2012: Tina Haase – Sculptures (mit Jus Juchtmans), Galerie van den Berge, Goes (Niederlande)
- 2013: Aquaplaning, Stiftung Bartels Foundation, Basel
- 2014: nachverdichtet, Galerie Ulrich Mueller, Köln
- 2015: dans un état mésomorphe – in mesomorphem zustand (mit Anja Ganster sowie Christine Camenisch und Johannes  Vetsch), FABRIKculture, Hégenheim (Frankreich, nahe Basel)
- 2017: SITUATION BUNT, Städtische Galerie im Kornhaus, Kirchheim unter Teck
- 2019: Tina Haase. unbedingt, Kunstmuseum Villa Zanders, Bergisch Gladbach

### Gruppenausstellungen

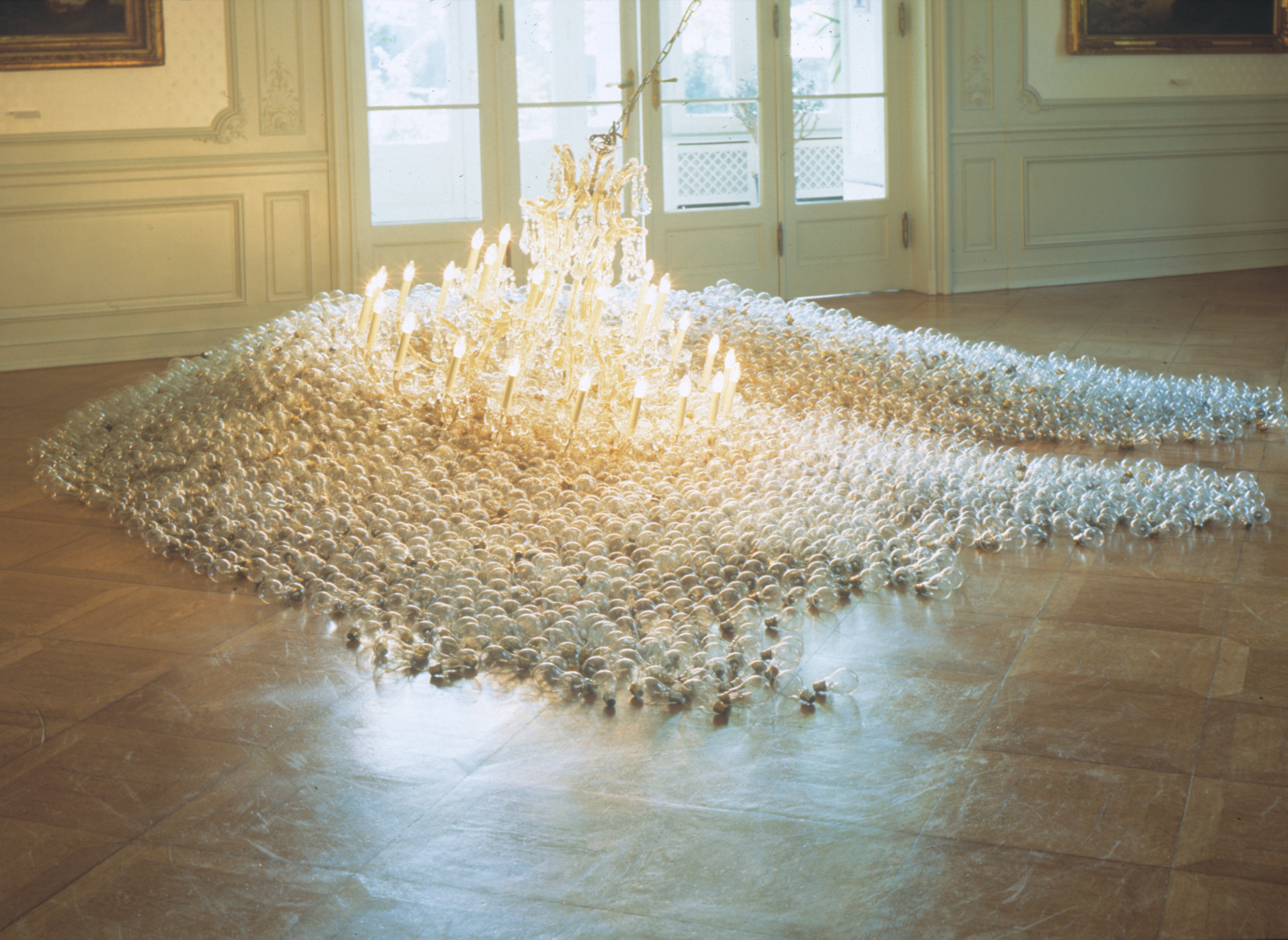
Salonstück III (1995/2012)
Kunstmuseum Villa Zanders,
Bergisch Gladbach

- 1989: Kunstpreis junger westen, Kunsthalle Recklinghausen (Katalog)
- 1989: Ständegegenstände, Flottmann-Hallen, Herne (Katalog)
- 1991: Außerhalb von mittendrin, Neue Gesellschaft für Bildende Kunst (NGBK), Berlin (Katalog)
- 1993: Recall Byblos, Ludwig Forum für Internationale Kunst, Aachen (Katalog)
- 1995: 8-Frau-Objekt, Hauptplatz, Wiener Neustadt, Österreich
- 1996: Watertoren, Vlissingen (Niederlande)
- 1997: Modell Aurora, Münchener Stadtmuseum (Katalog)
- 1998: Unterschiedliche Dinge, Spreehalle im Deutschen Architektur Zentrum, Berlin
- 1998: Plastik – Die letzten Jahre, Galerie Ulrich Mueller, Köln
- 1999: Piazza dell'Arte, Gynaika Association, Antwerpen (Belgien)
- 2000: The Very First, Galerie Gabriele Rivet, Köln
- 2001: Verwechslung, Vorgebirgsparkskulptur 2001, Köln (Katalog)
- 2001: Artgalleries in Aalst from '68 until Today, Stedelijk Museum, Aalst (Belgien)
- 2001: The Very Last, Galerie Gabriele Rivet, Köln
- 2003: Vor der Skulptur – Zeichnungen von Bildhauern, Galerie Ulrich Mueller, Köln
- 2005: Gekleurde Vormgeving, Belfort (Schepenhuis), Aalst (Katalog)
- 2005: KölnKunst 2005, Kunststation Kleinsassen, Kleinsassen/Rhön (Katalog)
- 2005: (un)limited, Künstlerbücher aus der Sammlung Missmahl, Kunstmuseum Bochum (Katalog)
- 2007: Die Rückseite des Mondes, Bundesverband Bildender Künstler (BBK) im Stapelhaus, Köln (Katalog)
- 2007: Variation der Wiederholung, Galerie Ulrich Mueller, Köln
- 2007: Toutes les couleurs sont autorisées à condition que cela n'empêche pas le commerce, Atelier 340 Muzeum, Brüssel (Katalog)
- 2008/09: All Colors Permitted as Long They Don't Interfere with Business, Galeria BWA (Contemporary Art Gallery)/Museum Narodowe, Katowice/Stettin (Katalog)
- 2009: La Nature Morte – N’est pas morte! Beat Zoderer inszeniert Eigenes und anderes, Museum Langmatt, Baden (Schweiz)
- 2011: Nicht für Sie? Kunstverein Passau und Große Rathausgalerie Landshut (Katalog)
- 2011: Knüller Falter Reisser I–III, Kunstmuseum Villa Zanders, Bergisch Gladbach
- 2012: Kunst- und Wunderkammer – revisited, Große Rathausgalerie Landshut
- 2012: Denken – Künstlerbücher Sammlung Missmahl, Kolumba (Kunstmuseum des Erzbistums Köln), Köln
- 2012/13: Salonstücke RELOADED, Kunstmuseum Villa Zanders, Bergisch Gladbach (Katalog)
- 2013: EINS von HUNDERT, Kunst- und Museumsbibliothek der Stadt Köln, Museum Ludwig, Köln
- 2014: Der Fluss: unbekümmert, Stiftung Bartels Fondation, Basel (Katalog)
- 2016: Vor der Skulptur – Bildhauerzeichnungen (mit Karin Hochstatter, Michael Seeling, Birgit Werres), Galerie Ulrich Mueller, Köln
- 2016: neue enden 2 (Klassen Fritz Schwegler), GersonHöger Galerie, Hamburg
- 2017: Out of Office, Museum für Konkrete Kunst (MKK), Ingolstadt

## Kunst am Bau/Kunst im öffentlichen Raum

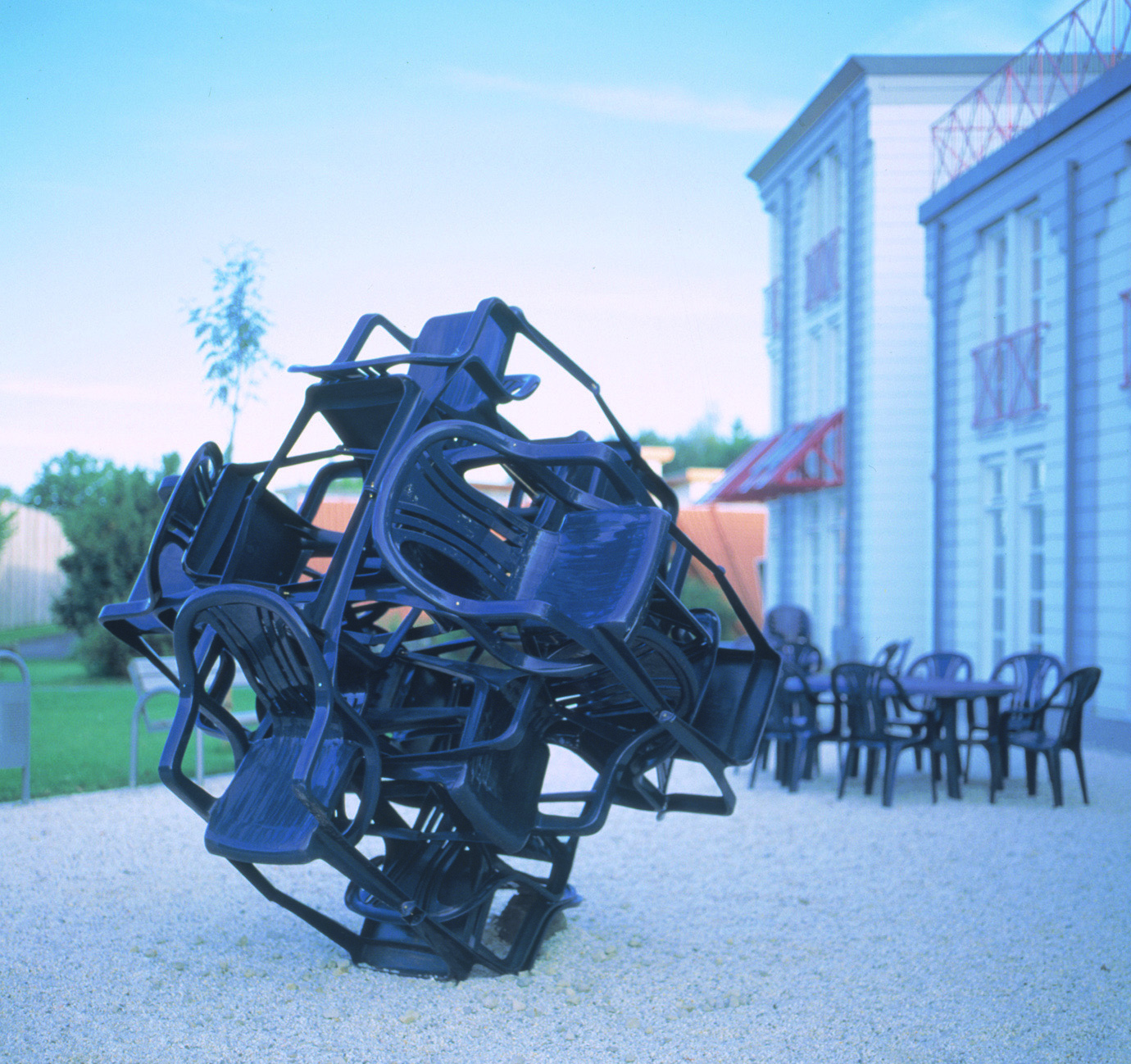
Modell Mambo 1 (2000)
Colosseum Art Collection, Essen
(Foto: Willi Ahlmer)

- 2000: Modell Mambo 1 (Außenskulptur), Kunststoffstühle, 2,30 m (Durchmesser), Colosseum Art Collection (Colosseum Theater), Essen
- 2003: Ohne Titel (Trompe-l’œil-Wandmalerei, Außenmauer der JVA Neuruppin-Wulkow),  6,50 × 150,00 m, Neuruppin-Wulkow (Brandenburg)
- 2003/04: Ohne Titel (Wandinstallation, Treppenhaus des Martin-Luther-Universitätsklinikums), verschiedenfarbige, phosphoreszierende Kunststoffstäbe, 15,00 × 4,00 × 1,00 m, Halle a. d. Saale
- 2010: Realphantasierter Kindertraum (Einfriedungsmauer des Ingeborg-Ortner-Kinderhauses der Technischen Universität München), verschiedenfarbige Lego-Steine (Acrylnitril-Butadien-Styrol), Stahlblech, 1,00 × 13,00 × 13,00 m,  Garching b. München
- 2013: Gaby (Bronzeskulptur eines Jungschweines an der Kinderkrippe Gleißnerstraße), Goldbronze, 63 × 37 × 68 cm (Lebensgröße), München